# Franco Valussi
Franco Valussi (Trieste, 14 maggio 1962) è un fumettista italiano.

## Carriera
Valussi ha lavorato in particolar modo per le testate disneyane, soprattutto Topolino, per il quale disegna la sua prima storia in quest'ambito: Pippo e il mistero della mummia raffreddata, pubblicata sul numero 1616 del giornale, datato 16 novembre 1986. Valussi realizza per la Disney storie memorabili, come la lunga avventura Alla ricerca della pietra zodiacale, alternandosi con Massimo De Vita, oppure la Grande Parodia del 1989 I promessi topi; o ancora le storie Topolino e il mistero del Nautilus (1992) scritta da Giorgio Pezzin, Topolino e l'eredità di Mozart (1991) scritta da Bruno Sarda, o ancora la splendida Paperino e il signore del Padello (1995), versione parodiata de Il Signore degli Anelli, di J.R.R. Tolkien, nonché Il pendolo di Èkol, rivisitazione comica del romanzo di Umberto Eco il cui volto compare in esso come caricatura.